# Menella grandiflora
Menella grandiflora är en korallart som beskrevs av Nutting 1908. Menella grandiflora ingår i släktet Menella och familjen Plexauridae. Inga underarter finns listade i Catalogue of Life.